# 4집 성인식
4집 성인식 o 성인식 vol. 4 es el cuarto álbum de estudio de la cantante de Corea del Sur Park Ji-yoon. Fue lanzando en Corea del Sur en julio de 2000.

## Lista de canciones
| #   | Título                              | Duración |
| --- | ----------------------------------- | -------- |
| 01. | «Intro»                             | 1:12     |
| 02. | «달빛의 노래»                       | 4:095    |
| 03. | «성인식»                            | 3:29     |
| 04. | «내가 원하는 남자»                  | 3:49     |
| 05. | «환상»                              | 4:03     |
| 06. | «연극»                              | 4:45     |
| 07. | «꿀» (Featuring 허인창 From X-TEEN) | 4:01     |
| 08. | «그댈 원했지만»                     | 4:09     |
| 09. | «귀향»                              | 5:54     |
| 10. | «사랑이 시작되기전에»               | 3:31     |
| 11. | «떠나는 이유»                       | 4:21     |
| 12. | «그대 그리고 사랑»                  | 3:09     |
| 13. | «달빛의 노래» (Remix)               | 4:46     |

- Datos: Q5652527